# プリンセス・オブ・ウェールズ
プリンセス・オブ・ウェールズ （Princess of Wales, ウェールズ公妃、ウェールズ大公妃、ウェールズ大侯妃）は、イギリスのプリンス・オブ・ウェールズ（ウェールズ公）の妃に自動的に与えられる儀礼称号（courtesy title）である。
現在のプリンセス・オブ・ウェールズは、チャールズ3世の長男ウィリアムの妃キャサリンである。

## プリンセス・オブ・ウェールズの一覧
歴代のウェールズ公妃を年代昇順に並べると、次のようになる（括弧内は称号を持っていた期間）。
| 画像 | 名前（期間）                      | 期間 | 年数 | 配偶者                                                                            |
| ---- | --------------------------------- | ---- | ---- | --------------------------------------------------------------------------------- |
|      | ジョーン（1361年 - 1376年）       |      |      | エドワード3世の長男エドワード黒太子                                               |
|      | アン（1470年 - 1471年）           |      |      | ヘンリー6世の長男エドワード                                                       |
|      | キャサリン（1501年 - 1502年）     |      |      | ヘンリー7世の長男アーサー                                                         |
|      | キャロライン（1714年 - 1727年）   |      |      | ジョージ1世の長男ジョージ・オーガスタス（→ジョージ2世）                           |
|      | オーガスタ（1736年 - 1751年）     |      |      | ジョージ2世の長男フレデリック・ルイス                                             |
|      | キャロライン（1795年 - 1820年）   |      |      | ジョージ3世の長男ジョージ・オーガスタス・フレデリック（→ジョージ4世）             |
|      | アレクサンドラ（1863年 - 1901年） |      |      | ヴィクトリアの長男アルバート・エドワード（→エドワード7世）                        |
|      | メアリー（1901年 - 1910年）       |      |      | エドワード7世の次男ジョージ・フレデリック・アーネスト・アルバート（→ジョージ5世） |
|      | ダイアナ（1981年 - 1997年）       |      |      | エリザベス2世の長男チャールズ・フィリップ・アーサー・ジョージ                     |
|      | カミラ（2005年 - 2022年）         |      |      | エリザベス2世の長男チャールズ・フィリップ・アーサー・ジョージ（→チャールズ3世）   |
|      | キャサリン（2022年 - ）           |      |      | チャールズ3世の長男ウィリアム・アーサー・フィリップ・ルイ                         |

### 儀礼称号以前のウェールズ公妃
- イザボー・ド・ブロウズ - ダヴィズ・アプ・グリフィズの妃
- エリナー・ド・モンフォール - 独立時代最後のウェールズ公ルウェリン・アプ・グリフィズの妃

## 称号喪失原因
ウェールズ公妃は、夫の国王即位、夫の死、夫との離婚などによって、ウェールズ公妃の称号を自動的に失う。

### 夫の国王即位の例
歴代のウェールズ公妃のうち、夫のウェールズ公が国王に即位した者は、ジョージ2世妃キャロライン、ジョージ4世妃キャロライン、エドワード7世妃アレクサンドラ、ジョージ5世妃メアリー、チャールズ3世妃カミラの5人である。彼女たちは夫の即位と同時に王妃（Queen consort）になった。
カミラは、多くの法学者の解釈によれば夫チャールズが国王に即位すれば自動的に王妃になるとされていたが、本人は王妃（Queen consort）の称号を名乗ることを辞退し、2005年の結婚当初は「Princess consort」の称号を名乗ることを希望していた。その後、2022年2月にエリザベス2世が即位70周年を前に記念メッセージを出した際、カミラが将来的には王妃となることに触れ、これによりカミラ王妃（Queen Camilla）と呼ばれる見通しとなった。同年9月8日、エリザベス2世の崩御に伴い、イギリス王室からカミラを「Queen Consort」と称する声明が公式発表された。

### 夫の死の例
ジョーン、オーガスタは、夫との死別によりウェールズ公妃でなくなり、ウェールズ公太妃（Dowager Princess of Wales）となった。
アンは、夫エドワードとの死別によってウェールズ公太妃となった後、グロスター公リチャードと結婚し、夫がリチャード3世として王位に就いたため王妃となった。
キャサリンは、夫アーサーと死別によってウェールズ公太妃となった後、義弟のヘンリー8世と結婚したため、ヘンリー8世の妻として王妃となった。そしてヘンリー8世との婚姻が無効と宣言されると、再びウェールズ公太妃となった。

### 夫との離婚時の選択
ダイアナは、夫チャールズとの離婚により、自動的に、殿下（HRH：Her Royal Highness）の敬称をつけられる資格を失った。
離婚後、ダイアナはDiana, Princess of Walesと名乗った。これは、貴族と離婚した女性が「自分自身の個人名＋離婚前の称号に基づく呼称」を離婚後の呼称として用いることを許されている慣例に従ったものとされる。ダイアナ元妃は離婚時に「Her Royal Highness（妃殿下）」の称号が剥奪されたが、「プリンセス・オブ・ウェールズ（ウェールズ公妃）」の称号は維持することができた。これは、アンドルー王子の元妻サラ・ファーガーソンも同じく、離婚後に「HRH（妃殿下）」の称号を剥奪されたが、今でも「ダッチェス・オブ・ヨーク（ヨーク公爵夫人）」の称号を使っている。